# Arakawa, Tōkyō
Arakawa (tiếng Nhật: 荒川区) là một trong 23 khu đặc biệt ở Tokyo, Nhật Bản. Khu này lấy tên từ con sông Ara. Các khu giáp ranh gồm: Adachi, Kita, Bunkyo, Taito và Sumida.
Arakawa có quan hệ kết nghĩa với Donaustadt ở Viên, Áo, và với Corvallis, Oregon, Hoa Kỳ. Tại Nhật Bản, khu này có quan hệ kết nghĩa với 9 thành phố, thị xã và làng.
Dân số ước tính đến ngày 1 tháng 11 năm 2005 của Arakawa là 191.467 người và mật độ dân số là 18.800 người trên một per km². Tổng diện tích là 10,20 km².

## Địa lý
Arakawa nằm ở đông bắc của Tokyo. Khu này có hình dạng dài và hẹp, kéo dài theo hướng tây đông. Sông Sumida tạo thành biên giới phía bắc.
Các khu khác bao bọc xung quanh khu này: về phía bắc là Adachi; về phía tây là Kita; về phía tây nam là Bunkyo. Phía nam của Arakawa là Taito, và đông nam là Sumida.

## Lịch sử
Trong thời kì Edo, đây là khu vực nông nghiệp. Kể từ thời kì Meiji, đây đã trở thành khu vực công nghiệp.
Năm 1932, khu vực này trở thành một trong 35 quận của Tokyo.

## Các khu vực phố phường
- Machiya
- Arakawa
- Nishi Ogu
- Nishi Nippori
- Higashi Ogu
- Higashi Nippori
- Minami Senju

## Nhân vật
- Kitajima Kosuke (Vận động viên bơi lội đoạt huy chường vàng Olympic)
- Leopard Tamakuma (cựu vô địch WBA hạng ruồi)
- Misora Hibari (ca sĩ)
- Yamada Kuniko (họa sĩ)
- Yamaguchi Momoe (ca sĩ, nữ diễn viên)

## Cảnh quan
Công viên tự nhiên Arakawa